# Schi acrobatic la Jocurile Olimpice de iarnă din 2018
Probele sportive de schi acrobatic la Jocurile Olimpice de iarnă din 2018 s-au desfășurat în perioada 9-25 februarie 2018 la Phoenix Snow Park aflat în Pyeongchang, Coreea de Sud. La aceste jocuri olimpice s-au disputat zece probe de schi acrobatic.

## Sumar medalii

### Clasament pe țări
| Loc   | Țară                             | Aur | Argint | Bronz | Total |
| ----- | -------------------------------- | --- | ------ | ----- | ----- |
| 1     | Canada (CAN)                     | 4   | 2      | 1     | 7     |
| 2     | Elveția (SUI)                    | 1   | 2      | 1     | 4     |
| 2     | Statele Unite ale Americii (USA) | 1   | 2      | 1     | 4     |
| 4     | Franța (FRA)                     | 1   | 1      | 0     | 2     |
| 5     | Belarus (BLR)                    | 1   | 0      | 0     | 1     |
| 5     | Norvegia (NOR)                   | 1   | 0      | 0     | 1     |
| 5     | Ucraina (UKR)                    | 1   | 0      | 0     | 1     |
| 8     | China (CHN)                      | 0   | 2      | 1     | 3     |
| 9     | Australia (AUS)                  | 0   | 1      | 0     | 1     |
| 10    | Sportivii Olimpici ai Rusiei     | 0   | 0      | 2     | 2     |
| 11    | Marea Britanie (GBR)             | 0   | 0      | 1     | 1     |
| 11    | Japonia (JPN)                    | 0   | 0      | 1     | 1     |
| 11    | Kazahstan (KAZ)                  | 0   | 0      | 1     | 1     |
| 11    | Noua Zeelandă (NZL)              | 0   | 0      | 1     | 1     |
| Total | Total                            | 10  | 10     | 10    | 30    |

### Masculin
| Probă sportivă          | Aur                                           | Aur                        | Argint                                           | Argint                             | Bronz                                        | Bronz                                        |
| Sărituri detalii        | Oleksandr Abramenko · Ucraina (UKR)           | 128,51                     | Jia Zongyang · China (CHN)                       | 128,05                             | Ilya Burov (Sportivii Olimpici ai Rusiei)    | 122,17                                       |
| Schi half-pipe detalii  | David Wise · Statele Unite ale Americii (USA) | 97,20                      | Alex Ferreira · Statele Unite ale Americii (USA) | 96,40                              | Nico Porteous · Noua Zeelandă (NZL)          | 94,80                                        |
| Movile detalii          | Mikaël Kingsbury · Canada (CAN)               | 86,63                      | Matt Graham · Australia (AUS)                    | 82,57                              | Daichi Hara · Japonia (JPN)                  | 82,19                                        |
| Schi slopestyle detalii | Øystein Bråten · Norvegia (NOR)               | 95,00                      | Nick Goepper · Statele Unite ale Americii (USA)  | 93,60                              | Alex Beaulieu-Marchand · Canada (CAN)        | 92,40                                        |
| Schi cross detalii      | Brady Leman · Canada (CAN)                    | Brady Leman · Canada (CAN) | Marc Bischofberger · Elveția (SUI)               | Marc Bischofberger · Elveția (SUI) | Sergey Ridzik (Sportivii Olimpici ai Rusiei) | Sergey Ridzik (Sportivii Olimpici ai Rusiei) |

### Feminin
| Probă sportivă          | Aur                            | Aur                         | Argint                                 | Argint                         | Bronz                                              | Bronz                       |
| Sărituri detalii        | Hanna Huskova · Belarus (BLR)  | 96,14                       | Zhang Xin · China (CHN)                | 95,52                          | Kong Fanyu · China (CHN)                           | 70,14                       |
| Schi half-pipe detalii  | Cassie Sharpe · Canada (CAN)   | 95,80                       | Marie Martinod · Franța (FRA)          | 92,60                          | Brita Sigourney · Statele Unite ale Americii (USA) | 91,60                       |
| Movile detalii          | Perrine Laffont · Franța (FRA) | 78,65                       | Justine Dufour-Lapointe · Canada (CAN) | 78,56                          | Yuliya Galysheva · Kazahstan (KAZ)                 | 77,40                       |
| Schi slopestyle detalii | Sarah Höfflin · Elveția (SUI)  | 91,20                       | Mathilde Gremaud · Elveția (SUI)       | 88,00                          | Isabel Atkin · Marea Britanie (GBR)                | 84,60                       |
| Schi cross detalii      | Kelsey Serwa · Canada (CAN)    | Kelsey Serwa · Canada (CAN) | Brittany Phelan · Canada (CAN)         | Brittany Phelan · Canada (CAN) | Fanny Smith · Elveția (SUI)                        | Fanny Smith · Elveția (SUI) |